# Jean Gilles (cardinale)
Jean Gilles (Normandia, 1350/1360 – Pisa, 1º luglio 1408) è stato un cardinale francese.

## Biografia
Ottenne il dottorato in utroque iure. In seguito occupò i seguenti uffici: canonico del capitolo della cattedrale di Parigi, revisore dei conti della Sacra Romana Rota, prevosto di Liegi (dal 1390), legato papale nelle diocesi di Colonia, Treviri e Reims.
Fu creato cardinale diacono da papa Innocenzo VII, con il titolo dei Santi Cosma e Damiano, nel concistoro del 12 giugno 1405.
Partecipò al conclave del 1406, che elesse papa Gregorio XII ed ebbe l'incarico di annunciare questa elezione all'università di Parigi. Deluso per la mancanza di volontà dei papi avignonese e romano di risolvere lo scisma d'Occidente, si unì ai cardinali di Pisa per lavorare a favore dell'unione della chiesa.
Morì a Pisa il 1º luglio 1408. L'antipapa Alessandro V concesse ai parenti di trasferire le spoglie a Liegi, dove fu sepolto nella cattedrale nel 1410.